# Réservoir Laforge 1
Réservoir Laforge 1 är en sjö i Kanada.   Den ligger i provinsen Québec, i den östra delen av landet, 1 000 km norr om huvudstaden Ottawa. Réservoir Laforge 1 ligger 432 meter över havet. Arean är 1 288 kvadratkilometer. 
Trakten runt Réservoir Laforge 1 är nära nog obefolkad, med mindre än två invånare per kvadratkilometer.